# Noche en la terraza
Noche en la terraza   es una película coproducción de Argentina y Venezuela filmada en colores dirigida por Jorge Zima sobre su propio guion que se estrenó el 27 de junio de 2002 y que tuvo como actores principales a Soledad Alloni,  Diego Freigedo y Gabriel Fernández.
La película fue seleccionada para ser exhibida en la sección Made in Spanish del Festival Internacional de Cine de San Sebastián 2001 y recibió el Premio al Mejor Drama Extranjero en el Festival Internacional de Cine independiente de New York 2001.

## Sinopsis
Paula mantiene una relación de pareja hasta que otro hombre aparece en su vida y hace que se replantee sus términos.

## Reparto
Participaron del filme los siguientes intérpretes:
- Soledad Alloni...Paula
- Diego Freigedo...Federico
- Gabriel Fernández...Lucas
- Leila María...Marcela
- Sergio Pascual...Diego
- Horacio Minujen...Editor
- Osvaldo Sanders...Vecino
- Mercedes Fraile...Vecina
- Romina Gaetani...Chica publicidad
- Mariano Musso...Chico publicidad
- Héctor Alba...Beto
- Peter Larsen...Voz de Terry Jackson
- Matilde Ibarguren...Voz de la mamá de Paula
- Paula Marull

## Comentarios
Sebastián Russo dijo en Leedor.com:

”Repleta de clichés, con pretensiones nunca justificadas, insustentables, con largas escenas de sexo y de violencia que no hacen más que mostrar la falta de recursos para atraer al espectador, el intento de película…no logra constituirse como tal, como una obra, más allá de los bonitos afiches publicitarios, y de la bonita (y solo bonita) Soledad Alloni”.

Diego Lerer dijo en Clarín:

”…no es más que un mediocre thriller erótico de bajo presupuesto que ni siquiera tiene las agallas para admitirse como tal”.